# Ancienne gare d'Argenteuil
Pour les articles homonymes, voir Gare d'Argenteuil (homonymie).
L’ancienne gare d'Argenteuil est une ancienne gare ferroviaire située à Gennevilliers, ouverte dans les années 1850 pour desservir la ville d'Argenteuil.

## Emplacement
L'embarcadère du chemin de fer était situé à Gennevilliers à la limite avec Colombes. Il était établi le long de l'actuelle avenue de Stalingrad. Pour rejoindre Argenteuil, il fallait emprunter le pont d'Argenteuil, à péage.

## Histoire
En 1851, la Compagnie du chemin de fer de Paris à Saint-Germain ouvre une nouvelle ligne entre Asnières-sur-Seine et la rive gauche de la Seine en face d'Argenteuil. En 1855, la compagnie fusionne avec d'autres pour former la Compagnie des chemins de fer de l'Ouest. La ligne est prolongée en 1863 jusqu'à la gare d'Ermont - Eaubonne et la gare est alors déplacée de l'autre côté de la Seine à son emplacement actuel (gare d'Argenteuil).